# IJSO 2007
A IJSO 2007 foi a quarta edição da Olimpíada Internacional Júnior de Ciências (International Junior Science Olympiad). A competição foi realizada entre os dias 2 e 11 de dezembro de 2007 na cidade de Taipei, em Taiwan.
Esta edição quebrou o recorde de participantes até então, com cerca de 40 delegações. Taiwan venceu a competição pela segunda vez, repetindo o feito da edição de 2005, disputada na Indonésia. Esta também foi a segunda oportunidade em que o país-sede foi declarado campeão geral, assim como ocorrera em 2004 na Indonésia.
A delegação brasileira, selecionada a partir da IJSO Brasil 2007, também conseguiu ótimo desempenho no torneio mundial. De maneira inédita, todos os estudantes do país receberam medalhas, o que levou o Brasil à sétima colocação no ranking mundial.

## Cidade-sede
Durante a edição de 2006, o comitê de Taiwan oficializou a candidatura da cidade de Taipei para sede da edição seguinte. O evento contou com apoio do governo local, incluindo presença do Presidente e do Ministro da Educação nas cerimônias de abertura e encerramento da competição.
Taipei é a capital de facto e maior cidade da República da China, no norte da ilha de Taiwan (antiga Formosa). A cidade é cercada pelo condado homônimo e, com a cidade de Keelung, forma a região metropolitana de Taipei. Segundo o censo demográfico de janeiro de 2007, a população total da cidade é de 2 630 872 habitantes.

## Delegação Brasileira
A equipe brasileira foi selecionada com base nos resultados da IJSO Brasil 2007, realizada em 3 de novembro de 2007. Este evento foi sediado pelo ITA (Instituto Tecnológico de Aeronáutica), em São José dos Campos, sob a organização da B8 Projetos Educacionais.

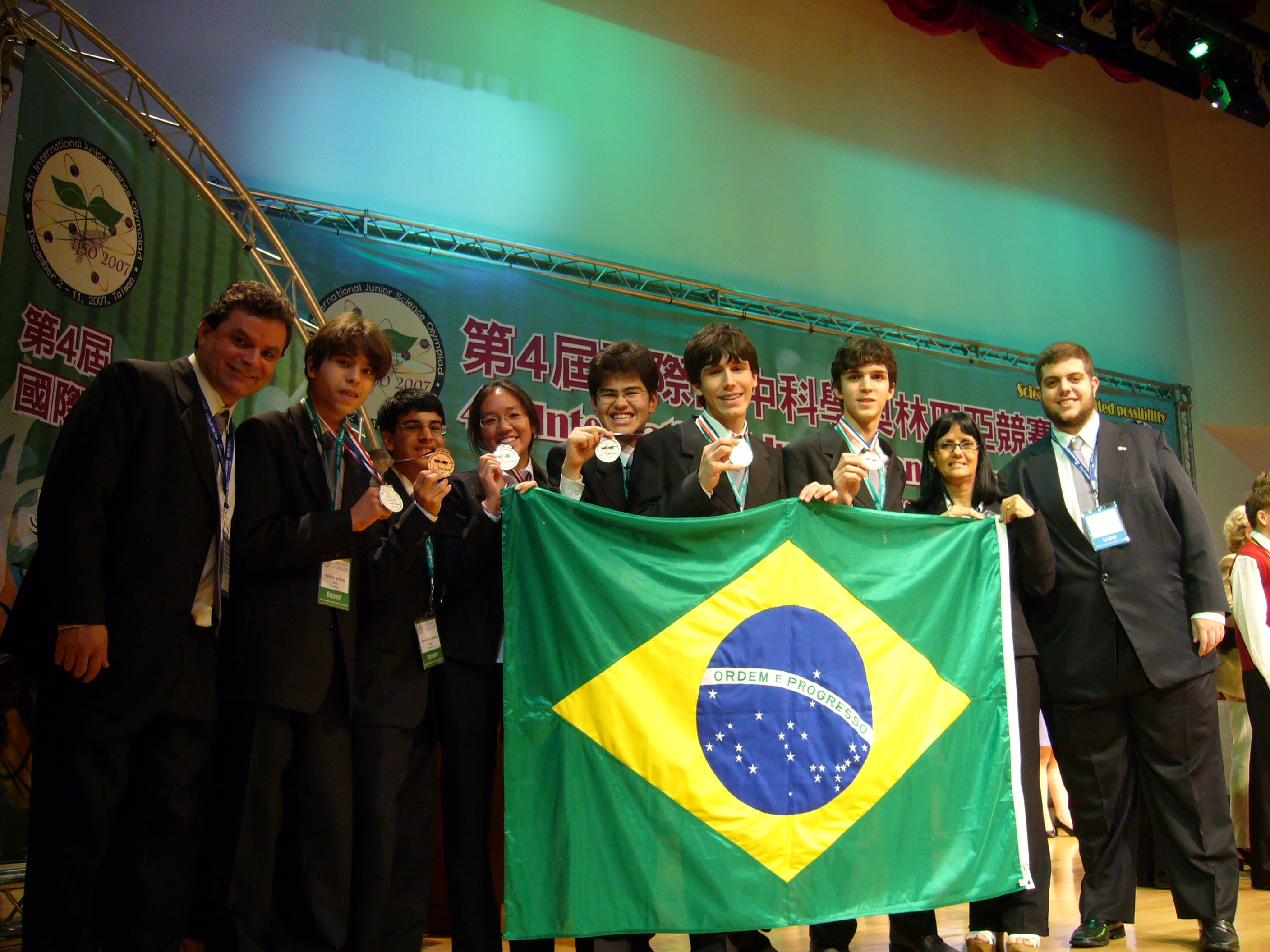
Equipe Brasileira da IJSO 2007.

Com isso, foram classificados os estudantes:
- André Hahn Pereira
- Cindy Yushi Tsai
- Leonardo Pereira Stedile
- Matheus Barros de Paula
- Victor David Santos
- Wilson Nunes Hirata

Os alunos realizaram inúmeras atividades de preparação teóricas e experimentais simulando as avaliações do Torneio Internacional.
A delegação foi liderada pelo professores Ronaldo Fogo e Ana Maria Correia, além do representante da B8 Projetos Educacionais Thiago Serra.

## Torneio Internacional

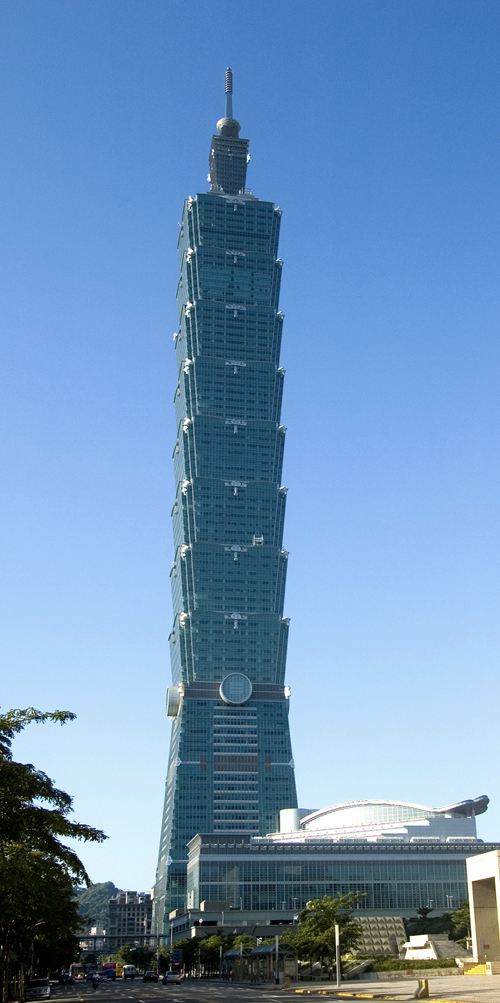
Taipei 101.

O torneio internacional seguiu o padrão que havia sido implementado nas primeiras duas edições da competição, sediadas na Indonésia. Membros do comitê local e voluntários da organizaram atuaram na recepção e no acompanhamento dos times estrangeiros durante as cerimônias e os eventos culturais.
A programação geral seguiu o padrão implementado das edições anteriores, com um dia de intervalo entre cada uma das três provas realizadas. Para manter o sigilo das provas, líderes e estudantes foram alocados em hotéis diferentes, já que as provas eram discutidas e traduzidas no dia anterior à aplicação das mesmas.

### Programação resumida
- 2 de dezembro: Chegada das delegações, Reunião do International Board, Jantar de recepção.
- 3 de dezembro: Cerimônia de abertura. Discussão e tradução da prova de múltipla escolha.
- 4 de dezembro: Prova de múltipla escolha.
- 5 de dezembro: Discussão e tradução da prova teórica.
- 6 de dezembro: Prova teórica.
- 7 de dezembro: Discussão e tradução da prova experimental.
- 8 de dezembro: Prova experimental.
- 9 de dezembro: Moderação, Reunião do International Board.
- 10 de dezembro: Cerimônia de encerramento, Jantar de despedida.
- 11 de dezembro: Partida das delegações.

## Atividades culturais
Nos dias em que não havia atividades oficiais previstas, alunos e líderes visitaram os seguintes pontos turísticos da região, entre outros:
- Taipei 101
- Keelung
- Memorial Chiang Kai-shek

## Resultado Final
Seguindo o critério oficial de premiação, receberam medalhas de ouro aos alunos que ficaram entre os 10% melhores, medalhas de prata os que ficaram entre os 20% seguintes e medalhas de bronze os 30% subsequentes.
O resultado final foi divulgado em cerimônia solene realizada no dia 10 de dezembro de 2008.
A delegação de Taiwan conquistou 6 medalhas de ouro e, com isso, foi declarada campeã da competição. Rússia e Singapura receberam 4 medalhas de ouro e 2 de bronze cada. Coreia do Sul, Romênia e Alemanha completaram a lista dos seis primeiros colocados.
Em sétimo lugar apareceu o Brasil, com 4 pratas e 2 bronzes. André Hahn Pereira, Cindy Yushi Tsai, Leonardo Pereira Stedile e Matheus Barros de Paula conquistaram medalhas de prata. Victor David Santos e Wilson Nunes Hirata receberam medalhas de bronze.